# Józef Adamowski (zesłaniec)
Józef Joachim Adamowski (ur. 1815 w Zabłudowie koło Białegostoku, zm. prawdopodobnie 1862) – spiskowiec polski, zesłaniec, lekarz, przedsiębiorca. 
Był synem Józefa (zm. 1833), zubożałego szlachcic, pracującego jako organista, i Agaty z Rafalskich; miał braci Antoniego, Kazimierza i Dominika oraz siostrę Karolinę. Po nauce w szkole podstawowej w Zabłudowie i gimnazjum w Białymstoku studiował medycynę w Akademii Medyko-Chirurgicznej w Wilnie. Uczestniczył w konspiracji antycarskiej; w 1841 za udział w spisku, zmierzającym do uwolnienia więźniów politycznych związanych ze straconym kilka lat wcześniej Szymonem Konarskim, został wraz z Janem Woźniakowskim aresztowany i skazany na karne wcielenie do wojska na Syberii. Był wówczas na trzecim roku studiów. Trafił do Oddziału Inwalidów w Tomsku. 
Mimo braku formalnego dyplomu lekarskiego od 1848 pracował w Tomsku jako lekarz (miał już za sobą praktykę zawodową z czasów studenckich). Cieszył się dużą popularnością dzięki swojej pracy wśród najuboższych, którzy "udawali się do niego, jak do cudownego obrazu" (Zygmunt Librowicz, Polacy w Syberii, 1884).
W 1857 uzyskał rangę podoficera, a rok później został amnestionowany i wystąpił z wojska. W Petersburgu kończył przerwane przed laty studia medyczne. Przystąpił też do gromadzenia środków na przedsięwzięcie, którym zainteresował się w latach zesłania – kompanię przewozów statkami w dorzeczu Obu. Do współpracy pozyskał Polaków zamieszkałych w Petersburgu, Warszawie i zachodnich guberniach Rosji. W 1860 uzyskał koncesję na prace na kilku dopływach Obu: Ba, Katuna, Wasiugan, Czulmia, Ketia i podjął dokładne badania fizjograficzne. Nie było mu jednak prac tych zakończyć – w lipcu 1862 zaginął na pograniczu guberni jenisiejskiej i tomskiej. Inicjatywa znalazła kontynuację dwadzieścia lat później.
Był żonaty z Weroniką Mańkowską.